# Afrocyon
Afrocyon es un género extinto de un mamífero carnívoro perteneciente al grupo conocido como los "oso-perro", de la familia Amphicyonidae, endémico de África durante los períodos Mioceno y Plioceno, viviendo entre hace 11.6 — 5.3 millones de años y existió por aproximadamente cinco millones de años.

## Taxonomía
Afrocyon fue nombrado por Arambourg (1961), y su nombre se deriva del término del idioma griego para "perro de África". Fue asignado a la familia Amphicyonidae por Carroll (1988).